# Rosa Hilda Ramos
Rosa Hilda Ramos es la segunda puertorriqueña en recibir el Premio Medioambiental Goldman, un prestigioso premio otorgado a ambientalistas de base de todo el mundo y conocido popularmente como el "Premio Nobel Verde''.

## Biografía
Ama de casa y activista ambiental con sede en su ciudad natal Cataño, Puerto Rico, Ramos recibió el premio por ayudar a salvar el manglar de Las Cucharillas del desarrollo. También luchó con éxito contra el principal contaminante del aire del área, la Autoridad de Energía Eléctrica de Puerto Rico (AEE), que es propiedad del gobierno, lo que obligó a la empresa de servicios públicos a reducir drásticamente la palanca de contaminantes descargados a la atmósfera y a pagar una multa federal de $7 millones.

## Distinciones
El Premio Ambiental Goldman 2008, que incluye una subvención monetaria de $ 150,000, se otorgó a siete beneficiarios en San Francisco, California, el 14 de abril de 2008.